# メイス (ラッパー)
メイス（Ma$e、本名: Mason Durrell Betha、1978年8月27日 - ）は、アメリカ合衆国のラッパー。

## 人物・来歴
フロリダ州ジャクソンビル生まれ。5歳の時にハーレムに移住。15歳の頃からバスケット・チーム・メイトを楽しませるためにラップを始める。マーダー・メイスの名でチルドレン・オブ・ザ・コーンというグループに参加するが、そのグループは解散。ソロ・アーティストとして活動する。1996年、バッド・ボーイ・レコーズのショーン・コムズと契約。112のシングル"オンリー・ユー"のリミックスでデビュー。ノトーリアス・B.I.G.、ブライアン・マックナイト、ジュニア・マフィア、バスタ・ライムスなどの曲に客演として参加。、1997年、ソロアルバム"ハーレム・ワールド"をリリースし、ジェイZ、DMX、リル・キムらが参加したこのアルバムは400万を越す大ヒットを記録した。1999年にもセカンド・アルバム"ダブル・アップ"をリリースし大ヒットするが、突然、残りの人生を牧師として生きていくことを発表し、引退する。しかし2004年、アルバム"ウェルカム・バック"で突如復活した。
その後50セント率いるG-unitに加入。G-unit Recordsに所属したが、アルバムのリリースがないままG-unitを脱退。2008年1月には再び牧師として生活している。
2009年にメイスはキャリアを再開すると発表した。マイケル・ジャクソンの死にインスパイアされたという。それ以後、ドレイクのヒットシングル"Best I Ever Had"のリミックス版をリリースしたりしている。

## ディスコグラフィー

### アルバム
| 年                                        | タイトル     | アルバム詳細 | チャート最高位 | チャート最高位 | チャート最高位 | チャート最高位 | チャート最高位 | チャート最高位 | チャート最高位 | チャート最高位 | チャート最高位 | 認定                                 |
| 年                                        | タイトル     | アルバム詳細 | US             | AUS            | CAN            | FRA            | GER            | NLD            | NZ             | SWI            | UK             | 認定                                 |
| ----------------------------------------- | ------------ | --- | -------------- | -------------- | -------------- | -------------- | -------------- | -------------- | -------------- | -------------- | -------------- | ------------------------------------ |
| 1997                                      | Harlem World | - 発売日: 1997年10月28日 - レーベル: Bad Boy - フォーマット: CD, LP, cassette, digital download - 全米売上: 330万枚 | 1              | —              | 1              | —              | —              | 59             | 20             | —              | 53             | - US: 4× プラチナ - CAN: 3× プラチナ |
| 1999                                      | Double Up    | - 発売日: 1999年6月15日 - レーベル: Bad Boy - フォーマット: CD, LP, cassette, digital download                      | 11             | 35             | 17             | —              | 43             | 82             | —              | —              | 47             | - US: ゴールド                       |
| 2004                                      | Welcome Back | - 発売日: 2004年8月24日 - レーベル: Bad Boy - フォーマット: CD, LP, cassette, digital download - 全米売上: 55.9万枚 | 4              | 68             | 10             | 165            | 71             | —              | 29             | 65             | 68             | - US: ゴールド                       |
| "—"は未発売またはチャート圏外を意味する。 |              | |                |                |                |                |                |                |                |                |                |                                      |